# Anet, Eure-et-Loir
Anet är en kommun i departementet Eure-et-Loir i regionen Centre-Val de Loire i norra Frankrike. Kommunen ligger i kantonen Anet som tillhör arrondissementet Dreux. År 2022 hade Anet 2 708 invånare.

## Befolkningsutveckling
Antalet invånare i kommunen Anet
Referens:INSEE